# Рімавські Яновці
Рімавські Яновці (словац. Rimavské Janovce) — село, громада в окрузі Рімавська Собота, Банськобистрицький край, Словаччина. Кадастрова площа громади — 26,1 км². Населення — 1347 осіб (за оцінкою на 31 грудня 2017 р.).
Перша згадка 1270 року.

## Населення
| Рік:            | 1994. | 2004.   | 2014.   | 2024.    |
| --------------- | ----- | ------- | ------- | -------- |
| Кількість осіб: | 1196  | 1236    | 1356    | 1495     |
| Різниця:        |       | +3,34 % | +9,70 % | +10,25 % |

| Рік:            | 2023. | 2024.   |
| --------------- | ----- | ------- |
| Кількість осіб: | 1456  | 1495    |
| Різниця:        |       | +2,67 % |